# Fat Juicy & Wet
Fat Juicy & Wet è un singolo della rapper statunitense Sexyy Red e del cantautore statunitense Bruno Mars, pubblicato il 24 gennaio 2025.

## Video musicale
Il video, diretto dallo stesso interprete assieme a Daniel Ramos, è stato reso disponibile in concomitanza con l'uscita del brano attraverso il canale YouTube della rapper. Nella clip Lady Gaga e Rosé, precedenti collaboratrici di Mars, fanno anche un cameo.

## Tracce
Testi e musiche di Bruno Mars, Janae Wherry, Jeremy Reeves, Jonathan Yip, Kameron Glasper e Ray Romulus.
1. Fat Juicy & Wet – 2:21

## Formazione
Musicisti
- Sexyy Red – voce
- Bruno Mars – voce
- Jeremy Reeves – cori di sottofondo, basso, batteria
- Jonathan Yip – cori di sottofondo, sintetizzatore
- Kameron Glasper – cori di sottofondo
- Ray Romulus – cori di sottofondo
- The Smeezingtons – programmazione

Produzione
- The Smeezingtons – produzione
- Colin Leonard – mastering
- Kevin "KD" Davis – missaggio
- Charles Moniz – registrazione
- Kyle Kashiwagi – registrazione
- Rajon Brown – registrazione
- Ronald Estrada – registrazione

## Successo commerciale
Fat Juicy & Wet ha esordito al 32º posto della Official Singles Chart, accumulando 11 887 unità nel corso della sua prima settimana d'uscita.

## Classifiche
| Classifica (2025) | Posizione massima |
| ----------------- | ----------------- |
| Canada            | 27                |
| Francia           | 174               |
| Grecia            | 33                |
| Libano            | 20                |
| Nuova Zelanda     | 31                |
| Portogallo        | 151               |
| Regno Unito       | 32                |
| Stati Uniti       | 17                |
| Svizzera          | 85                |

## Date di pubblicazione
| Paese                 | Data            | Formato                      | Etichetta                                | Nota   |
| --------------------- | --------------- | ---------------------------- | ---------------------------------------- | ------ |
| Mondo                 | 24 gennaio 2025 | Download digitale, streaming | Rebel, Gamma, The Smeezingtons, Atlantic | [ 11 ] |
| Italia                | 24 gennaio 2025 | Contemporary hit radio       | Warner Italy                             | [ 12 ] |
| Stati Uniti d'America | 28 gennaio 2025 | Contemporary hit radio       | Rebel, Gamma, The Smeezingtons           | [ 13 ] |
| Stati Uniti d'America | 28 gennaio 2025 | Rhythmic contemporary        | Rebel, Gamma, The Smeezingtons           | [ 14 ] |
| Mondo                 | marzo 2025      | 7"                           | Atlantic                                 | [ 15 ] |